# Jerzy Bajorek
Jerzy Bolesław Bajorek (ur. 13 września 1948 w Świdnicy) – polski duchowny polskokatolicki, doktor nauk teologicznych, specjalista w zakresie dogmatyki i teologii biblijnej, emerytowany wykładowca Chrześcijańskiej Akademii Teologicznej w Warszawie, członek Rady Synodalnej Kościoła Polskokatolickiego, proboszcz  parafii św. Anny w Bielsku-Białej. Przewodniczący Komisji Programów Telewizyjnych przy Komisji Mediów Polskiej Rady Ekumenicznej w Warszawie, rzecznik prasowy Kościoła Polskokatolickiego w RP.

## Życiorys
Absolwent studiów magisterskich z filozofii chrześcijańskiej na Akademii Teologii Katolickiej w Warszawie (obecnie UKSW). Po przejściu pod jurysdykcję Kościoła Polskokatolickiego, otrzymał święcenia kapłańskie z rąk biskupa Tadeusza Majewskiego w dniu 21 lipca 1977, w katedrze polskokatolickiej pw. św. Marii Magdaleny we Wrocławiu.
Początkowo był proboszczem polskokatolickiej parafii pw. Wniebowzięcia Najświętszej Maryi Panny w Gdyni. Jako proboszcz doprowadził do wybudowania nowego domu parafialnego z plebanią i wyremontowania świątyni. W latach 1987-1988 studiował na Wydziale Teologii Chrześcijańsko-katolickiej Uniwersytetu w Bernie, jednocześnie prowadząc w tym okresie badania archiwalne w Rzymie nad materiałami dotyczącymi Polskiego Narodowego Kościoła Katolickiego. Przez ponad dwadzieścia lat był proboszczem parafii pw. Matki Bożej Anielskiej w Kosarzewie, gdzie doprowadził do powstania kościoła, a także odrestaurował starą plebanię i wybudował budynek przeznaczony na nową plebanię. 
Pod kierunkiem bpa prof. zw. dra hab. Wiktora Wysoczańskiego, rektora Chrześcijańskiej Akademii Teologicznej, ks. Bajorek napisał rozprawę doktorską pt. ”Mariologia Biskupa Franciszka Hodura”, którą obronił 15 września 2005. Praca została wydana w 2007, przez Świdnicką Kurię Biskupią (ISBN 978-83-60663-09-7). Jak podkreślał we wstępie do pracy prof. Stanisław Celestyn Napiórkowski:

Ks. mgr Jerzy Bajorek wszedł na ziemię nieuprawianą. Nikt przed nim nie zainteresował się naukowo mariologicznymi poglądami ks. Franciszka Hodura, chociaż uznaje się go za twórcę Polskiego Narodowego Kościoła Katolickiego. Narodziły się już poważne studia o tym Kościele i jego twórcy (Domagały, Kubiaka, Wysoczańskiego, Andrewsa, Foxa, Włodarskiego, Grotnika), kierowały się jednak ku sprawom historycznym, społecznym i politycznym, nie do teologii, a problemu mariologii w ogóle nie dostrzegano. Tak więc ks. Bajorek jako pierwszy wstąpił na wielką scenę.

Od 2010 jest proboszczem parafii św. Anny w Bielsku-Białej. 13 grudnia 2013 przeszedł na emeryturę w  Chrześcijańskiej Akademii Teologicznej w Warszawie i od tego czasu nie prowadzi zajęć dydaktycznych.